# Mark de Cloe
 (octobre 2018).
Mark de Cloe, né le 28 avril 1969 à Zwijndrecht, est un réalisateur, producteur, scénariste et directeur de la photographie néerlandaise.

## Filmographie
- 1999 : Moët and Chandon
- 2003 : Friday the 14th: Wake up call
- 2005 : False Waltz
- 2009 : Life Is Beautiful[2]
- 2009 : Life in One Day[3]
- 2010 : Shocking Blue[4]
- 2011 : The Strongest Man in Holland[5]
- 2013 : Mannenharten[6]
- 2014 : Rhubarb[7]
- 2015 : Men in the City 2
- 2017 : Silk Road (nl)[8]